# Попешть (Поденій-Ной, Прахова)
Попешть, Попешті (рум. Popești) — село у повіті Прахова в Румунії. Входить до складу комуни Поденій-Ной.
Село розташоване на відстані 75 км на північ від Бухареста, 24 км на північний схід від Плоєшті, 145 км на захід від Галаца, 78 км на південний схід від Брашова.

## Населення
За даними перепису населення 2002 року у селі проживали 652 особи, з них 650 осіб (99,7%) румунів. Рідною мовою 650 осіб (99,7%) назвали румунську.